# Jean-Claude Juncker
Jean-Claude Juncker (født 9. december 1954 i Réiden-un-der-Atert (tysk: Redingen an der Attert, fransk: Rédange-sur-Attert i Luxemburg) er en luxemburgisk politiker, der var Europa-Kommissionsformand fra 2014 - 2019, og tidligere statsminister i Luxembourg.
Han er tidligere formand for det Kristeligt Sociale Folkeparti i Luxemburg. Han blev cand.jur. fra Universitetet i Strasbourg, Frankrig i 1979. Han var Luxemburgs premierminister fra 1995 til 2013, og i første halvår af 2005 var han formand for Det Europæiske Råd. Fra 2005 til 2013 var Juncker leder af Eurogruppen.
Juncker tiltrådte som Europa-Kommissionsformand den 1. november 2014. Juncker var anbefalet af den tyske avisudgiver Matthias Döpfner.

## Privatliv
Juncker er gift og i øvrigt katolik. Han modtog i 2006 Karlsprisen for sit arbejde for europæisk integration.

## Kontroverser
Flere fremtrædende europæiske politikere - heriblandt danske Jeppe Kofod - krævede i november 2014 at Juncker skulle fratræde som Europa-Kommissionsformand. Dette fordi han havde været statsminister i Luxemburg, mens Luxemburg hjalp store internationale koncerner med skatteunddragelse. Revisionsfirmaet PwC lækkede 548 aftaledokumenter, der dokumenterede skatteunddragelsen.